# Google Patents
Patentes de Google es un motor de búsqueda de Google que indexa patentes y solicitudes de patentes.

## Contenido
Google Patents indexa más de 87 millones de patentes y solicitudes de patentes con texto completo de 17 oficinas de patentes, que incluyen:
- Oficina de Marcas y Patentes de Estados Unidos (USPTO),
- Oficina Europea de Patentes (EPO),
- Administración Nacional de Propiedad Intelectual (CNIPA) de China,
- Oficina de Patentes de Japón (JPO),
- Oficina de Propiedad Intelectual de Corea (KIPO),
- Organización Mundial de la Propiedad Intelectual (OMPI),
- Deutsches Patent- und Markenamt (DPMA),
- Oficina Canadiense de Propiedad Intelectual (CIPO),
- Rospatent,
- Oficina de Propiedad Intelectual (Reino Unido),
- Instituto Nacional de Propiedad Industrial (Francia),
- La Oficina de Patentes de los Países Bajos,
- Oficinas de España, Bélgica, Dinamarca, Finlandia y Luxemburgo.[1]

Estos documentos incluyen la colección completa de patentes concedidas y solicitudes de patentes publicadas de cada base de datos (que pertenecen al dominio público). Los documentos de patente de EE. UU. Se remontan a 1790, la OEP y la OMPI a 1978. Se ha realizadoReconocimiento óptico de caracteres (OCR)  en las patentes estadounidenses más antiguas para que puedan buscarse y se ha utilizado Google Translate en todas las patentes que no están en inglés para que las traducciones al inglés se puedan buscar.
Google Patents también indexa documentos de Google Scholar y Google Books, y los ha clasificado automáticamente con Cooperative Patent Classification, códigos para realizar búsquedas.
La información sobre litigios sobre patentes también está disponible en Google Patents a través de una asociación con Darts-ip, una base de datos mundial sobre litigios sobre patentes.

## Historia y antecedentes
El servicio se lanzó el 14 de diciembre de 2006. Google dice que usa "la misma tecnología que la subyacente Google Books", que permite desplazarse por las páginas y ampliar áreas. Las imágenes se pueden guardar como archivos  PNG.
Google Patents se actualizó en 2012 con la cobertura de la Oficina Europea de Patentes (EPO) y la herramienta de búsqueda de la técnica anterior.
En 2013, se amplió para abarcar la Organización Mundial de la Propiedad Intelectual (OMPI), Oficina Alemana de Patentes (en alemán: Deutsches Patent- und Markenamt, DPMA), Canadian Intellectual Property Office (CIPO) y la Administración Nacional de Propiedad Intelectual (CNIPA) de China. Todas las patentes extranjeras también se tradujeron al inglés y se pudieron realizar búsquedas.
En 2015, se introdujo una nueva versión en patents.google.com con una nueva interfaz de usuario, integración de Google Scholar con clasificación automática con Clasificación cooperativa de patentes (CPC) y agrupación de resultados de búsqueda en CPC. Se introdujo la compatibilidad con la sintaxis de búsqueda booleana de la USPTO y la EPO (proximidad, comodines, campos de título / resumen / reclamos), así como gráficos visuales de inventores, cesionarios y CPC por fecha, una vista de cuadrícula en miniatura de los resultados de búsqueda y conjuntos de resultados descargables como CSV.
En 2018, se agregó información sobre litigios globales. Las páginas de Google Patents muestran si una patente (o cualquier miembro de su familia) tiene un historial de litigios en cualquier parte del mundo y proporciona un enlace a la base de datos de casos de patentes de Darts-ip.